# 세피린 크즈
《세피린 크즈》(튀르키예어: Sefirin Kızı)는 2019년 방영된 터키의 텔레비전 드라마이다.